# Karel Ludvík Rakousko-Těšínský
Arcivévoda Karel Ludvík Jan Josef Vavřinec Rakousko - Těšínský, německy Carl Ludwig Johann Joseph Laurentius von Österreich (5. září 1771, Florencie – 30. dubna 1847, Vídeň) byl rakouský arcivévoda, kníže těšínský a vojevůdce, člen dynastie habsbursko-lotrinské. Do povědomí se zapsal nejvíce tím, že císaři Napoleonovi uštědřil první porážku na bitevním poli.

## Život

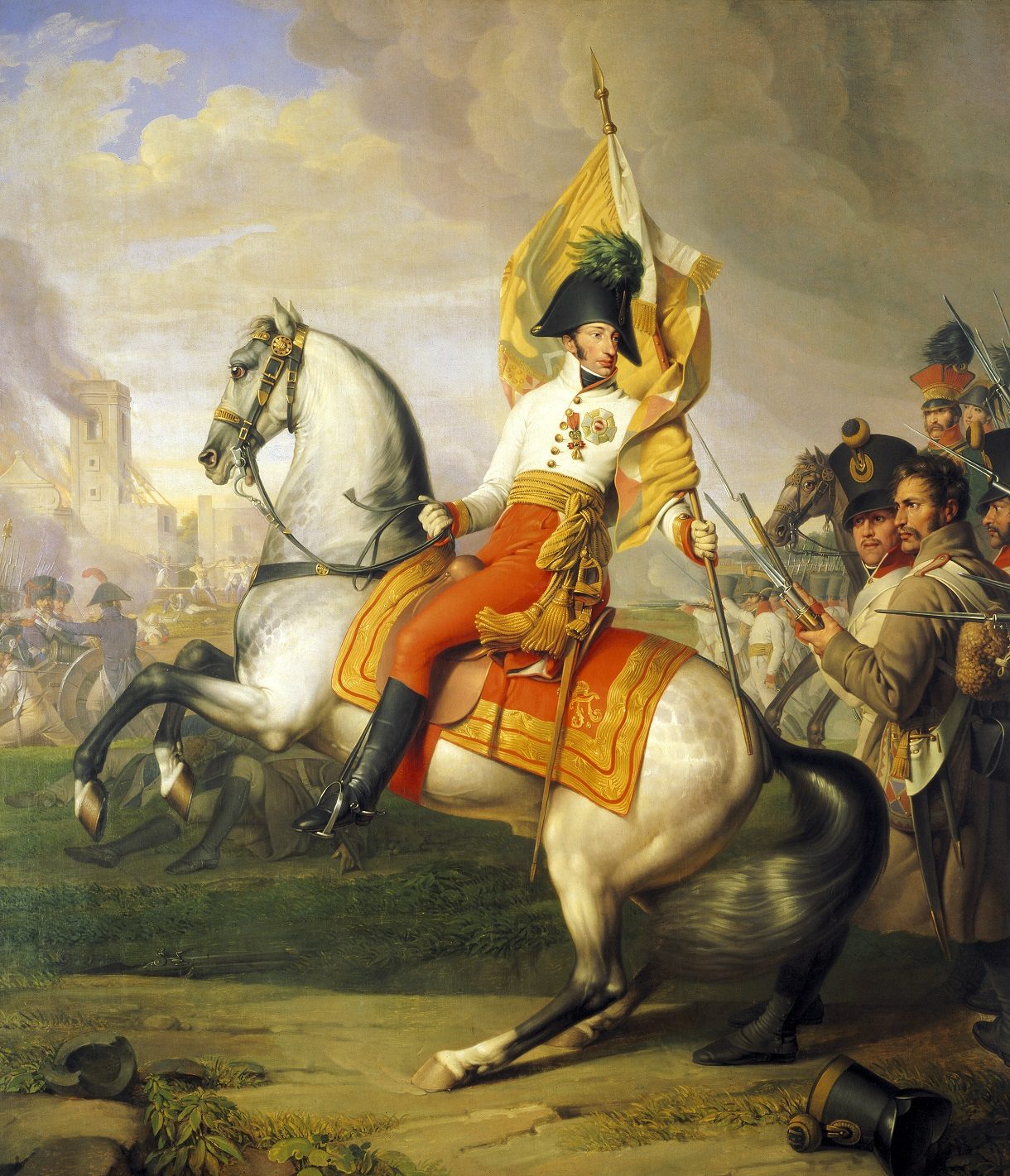
Arcivévoda Karel v bitvě u Aspern, obraz od Johanna Petera Kraffta

Karel přišel na svět jako třetí syn velkovévody toskánského a pozdějšího císaře Leopolda II. a byl mladším bratrem císaře Františka II. (I.). Kvůli své nemoci (epilepsie) byl nejprve veden k duchovním činnostem, on se však zajímal o vše co souviselo s armádou. Karel byl po smrti rodičů adoptován svou bezdětnou tetou arcivévodkyní Marií Kristinou a jejím mužem Albertem Sasko-Těšínským a byl náležitě veden ke své zálibě. Již v roce 1780 je uváděn jako vlastník 3. pěšího pluku.
V letech 1793/94 se stal generálním guvernérem rakouského Nizozemska. V letech 1796 až 1800 byl velitelem rakouské armády v jižním Německu, severní Itálii a Švýcarech. Od roku 1801 pak zastával úřad prezidenta dvorské válečné rady a byl významným reformátorem císařského vojska (zrušení celoživotní vojenské služby, sestavení rakouských pozemních sil, zřízení armádního sboru).

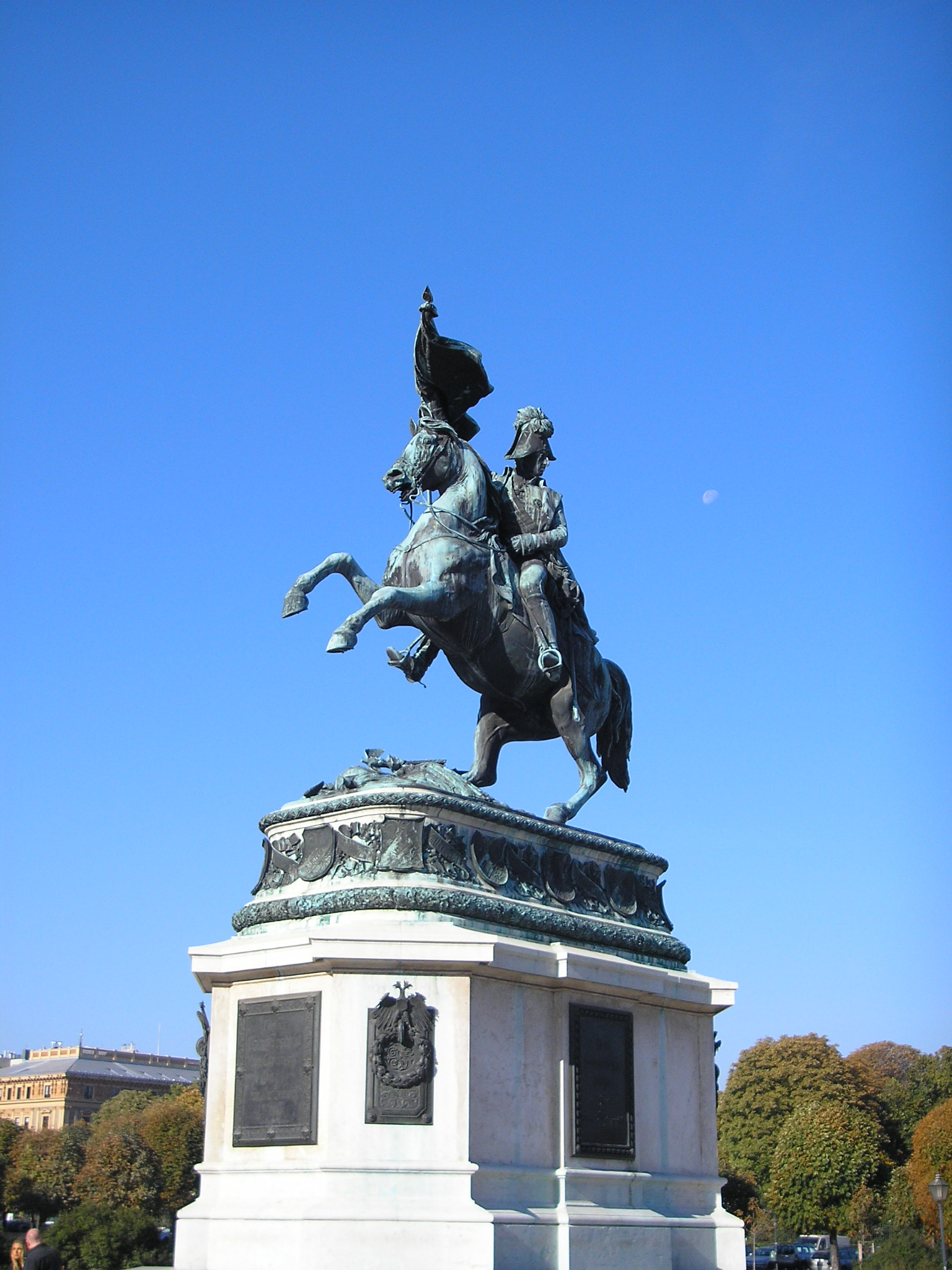
Jezdecký pomník Karla na náměstí Hrdinů ve Vídni

V napoleonských válkách byl nejvyšším generálem a porazil Napoleona v bitvě u Aspern, nicméně byl poražen v bitvě u Wagramu a uzavřel příměří ve Znojmě, pročež byl Františkem I. suspendován. Poté se stáhl do ústraní na zámku Weilburg u Badenu. Od roku 1815 byl guvernérem pevnosti Mohuč. Je považován za jednoho z nejvýznamnějších vojenských spisovatelů 19. století. 

### Manželství
Po Vídeňském kongresu se oženil s Jindřiškou Nasavsko-Weilburskou, s níž žil ve velmi šťastném manželství. Zajímavé je, že byla kalvínského vyznání a ani po svatbě nekonvertovala. 
Henrieta zemřela 29. prosince 1829 ve věku 32 let na spálu, poté co se nakazila od svých dětí. Byla pohřbena jako jediný protestant ze široce rozvětvené rodiny Habsburků v Kapucínské hrobce. císař František I. k tomu řekl: „Jestliže mezi námi prodlévala jako živá, nechť tak spočine také jako mrtvá.“

## Jezdecký pomník
Karlův jezdecký pomník od A. D. Fernkorna na Heldenplatzu ve Vídni platí za technicky mistrovské dílo, neboť kůň se dotýká podstavce pouze zadníma nohama. 22. července 1858 se podařil hlavní odlitek naprosto bezvadné čistoty. Odlévací práce C. k. umělecké slévárny vedl Josef Röhlich. Již roku 1859 mohlo být započato s expozicí. Dílo si vyžádalo 350 metrických centů slitiny (35 tun), celkové náklady se vyšplhaly na 294 378 zlatých. Slavnostní odhalení se konalo 22. května 1860. Podstavec navrhli E. van der Nüll a A. S. von Sicardsburg z untersberského mramoru, provedení od vídeňského kameníka Josefa Krannera.

## Potomci
- 1. Marie Terezie Izabela (31. 7. 1816 Vídeň – 8. 8. 1867 Albano Laziale)
  - ⚭ 1837 Ferdinand II. Neapolsko-Sicilský (12. 1. 1810 Palermo – 22. 5. 1859 Caserta), král Obojí Sicílie od roku 1830 až do své smrti
- 2. Albrecht Fridrich (3. 8. 1817 Vídeň – 18. 2. 1895 Arco), těšínský kníže, vojevůdce
  - ⚭ 1744 princezna Hildegarda Luisa Bavorská (10. 6. 1825 Würzburg – 2. 4. 1864 Vídeň)
- 3. Karel Ferdinand (29. 7. 1818 Vídeň – 20. 11. 1874 Židlochovice)
  - ⚭ 1854 Alžběta Františka Marie Habsbursko-Lotrinská (17. 1. 1831 Budín – 14. 2. 1903 Vídeň)
- 4. Bedřich Ferdinand Leopold (14. 5. 1821 Vídeň – 5. 10. 1847 Benátky), velitel rakouského vojenského námořnictva, svobodný a bezdětný
- 5. Rudolf František (25. 9. 1822 Vídeň – 24. 10. 1822 tamtéž)
- 6. Marie Karolína (10. 9. 1825 Vídeň – 17. 7. 1915 Baden)
  - ⚭ 1852 Rainer Ferdinand Habsbursko-Lotrinský (11. 1. 1827 Milán – 27. 1. 1913 Vídeň), rakouský arcivévoda, v letech 1861–1865 ministerský předseda Rakouska
- 7. Vilém (21. 4. 1827 Vídeň – 29. 7. 1894 Baden), velmistr Řádu německých rytířů od roku 1863 až do své smrti, svobodný a bezdětný

## Vývod z předků
|              |                                             |  |                       |                                          |  |  |  |  |  |  |  | Karel V. Lotrinský |
|              |                                             |  |                       |                                          |  |  |  |  |  |  |  |                    |
|              | Leopold Josef Lotrinský                     |  |                       |                                          |  |  |  |  |  |  |  |                    |
|              |                                             |  |                       |                                          |  |  |  |  |  |  |  |                    |
|              |                                             |  |                       | Eleonora Marie Josefa Habsburská         |  |  |  |  |  |  |  |                    |
|              |                                             |  |                       |                                          |  |  |  |  |  |  |  |                    |
|              | František I. Štěpán                         |  |                       |                                          |  |  |  |  |  |  |  |                    |
|              |                                             |  |                       |                                          |  |  |  |  |  |  |  |                    |
|              |                                             |  |                       | Filip I. Orléanský                       |  |  |  |  |  |  |  |                    |
|              |                                             |  |                       |                                          |  |  |  |  |  |  |  |                    |
|              | Alžběta Charlotta Orléanská                 |  |                       |                                          |  |  |  |  |  |  |  |                    |
|              |                                             |  |                       |                                          |  |  |  |  |  |  |  |                    |
|              |                                             |  |                       | Alžběta Šarlota Falcká                   |  |  |  |  |  |  |  |                    |
|              |                                             |  |                       |                                          |  |  |  |  |  |  |  |                    |
|              | Leopold II.                                 |  |                       |                                          |  |  |  |  |  |  |  |                    |
|              |                                             |  |                       |                                          |  |  |  |  |  |  |  |                    |
|              |                                             |  |                       | Leopold I.                               |  |  |  |  |  |  |  |                    |
|              |                                             |  |                       |                                          |  |  |  |  |  |  |  |                    |
|              | Karel VI.                                   |  |                       |                                          |  |  |  |  |  |  |  |                    |
|              |                                             |  |                       |                                          |  |  |  |  |  |  |  |                    |
|              |                                             |  |                       | Eleonora Falcko-Neuburská                |  |  |  |  |  |  |  |                    |
|              |                                             |  |                       |                                          |  |  |  |  |  |  |  |                    |
|              | Marie Terezie                               |  |                       |                                          |  |  |  |  |  |  |  |                    |
|              |                                             |  |                       |                                          |  |  |  |  |  |  |  |                    |
|              |                                             |  |                       | Ludvík Rudolf Brunšvicko-Wolfenbüttelský |  |  |  |  |  |  |  |                    |
|              |                                             |  |                       |                                          |  |  |  |  |  |  |  |                    |
|              | Alžběta Kristýna Brunšvicko-Wolfenbüttelská |  |                       |                                          |  |  |  |  |  |  |  |                    |
|              |                                             |  |                       |                                          |  |  |  |  |  |  |  |                    |
|              |                                             |  |                       | Kristýna Luisa Öttingenská               |  |  |  |  |  |  |  |                    |
|              |                                             |  |                       |                                          |  |  |  |  |  |  |  |                    |
| Karel Ludvík |                                             |  |                       |                                          |  |  |  |  |  |  |  |                    |
|              |                                             |  |                       |                                          |  |  |  |  |  |  |  |                    |
|              |                                             |  | Ludvík, Velký Dauphin |                                          |  |  |  |  |  |  |  |                    |
|              |                                             |  |                       |                                          |  |  |  |  |  |  |  |                    |
|              | Filip V. Španělský                          |  |                       |                                          |  |  |  |  |  |  |  |                    |
|              |                                             |  |                       |                                          |  |  |  |  |  |  |  |                    |
|              |                                             |  |                       | Marie Anna Bavorská                      |  |  |  |  |  |  |  |                    |
|              |                                             |  |                       |                                          |  |  |  |  |  |  |  |                    |
|              | Karel III. Španělský                        |  |                       |                                          |  |  |  |  |  |  |  |                    |
|              |                                             |  |                       |                                          |  |  |  |  |  |  |  |                    |
|              |                                             |  |                       | Eduard Parmský                           |  |  |  |  |  |  |  |                    |
|              |                                             |  |                       |                                          |  |  |  |  |  |  |  |                    |
|              | Isabela Farnese                             |  |                       |                                          |  |  |  |  |  |  |  |                    |
|              |                                             |  |                       |                                          |  |  |  |  |  |  |  |                    |
|              |                                             |  |                       | Dorotea Žofie Falcko-Neuburská           |  |  |  |  |  |  |  |                    |
|              |                                             |  |                       |                                          |  |  |  |  |  |  |  |                    |
|              | Marie Ludovika Španělská                    |  |                       |                                          |  |  |  |  |  |  |  |                    |
|              |                                             |  |                       |                                          |  |  |  |  |  |  |  |                    |
|              |                                             |  |                       | August II. Silný                         |  |  |  |  |  |  |  |                    |
|              |                                             |  |                       |                                          |  |  |  |  |  |  |  |                    |
|              | August III. Polský                          |  |                       |                                          |  |  |  |  |  |  |  |                    |
|              |                                             |  |                       |                                          |  |  |  |  |  |  |  |                    |
|              |                                             |  |                       | Kristýna Eberhardýna Hohenzollernská     |  |  |  |  |  |  |  |                    |
|              |                                             |  |                       |                                          |  |  |  |  |  |  |  |                    |
|              | Marie Amálie Saská                          |  |                       |                                          |  |  |  |  |  |  |  |                    |
|              |                                             |  |                       |                                          |  |  |  |  |  |  |  |                    |
|              |                                             |  |                       | Josef I. Habsburský                      |  |  |  |  |  |  |  |                    |
|              |                                             |  |                       |                                          |  |  |  |  |  |  |  |                    |
|              | Marie Josefa Habsburská                     |  |                       |                                          |  |  |  |  |  |  |  |                    |
|              |                                             |  |                       |                                          |  |  |  |  |  |  |  |                    |
|              |                                             |  |                       | Amálie Vilemína Brunšvicko-Lüneburská    |  |  |  |  |  |  |  |                    |
|              |                                             |  |                       |                                          |  |  |  |  |  |  |  |                    |